# 雇員
雇員（こいん）は、戦前の日本の官公庁における職員の身分のひとつ。

## 概要
雇員は、国との特別な公法的規律の存在する官吏とは異なり、各官公庁との間での私法上の契約関係を結んで使用された者をいう。具体的には民法上の委任契約又は雇用契約を結んで国に使用される者で、同様に私法上の契約関係を結んで使用される者には傭人がいたが、雇員は主に通常の行政事務の事務労働、傭人は肉体労働に従事した。
雇員は判任官の前段階とみなされ、職務も類似または同一で職務内容によって両者を見分けることは事実上不可能であった。また給与の統一基準もなく、各省庁が予算の範囲内で内規を設けて独自に支給していた。
1942年（昭和17年）の「戦前期日本官僚制の制度・組織・人事」（戦前期官僚制研究会）によると、雇員の人数は662,490人である（全官公庁定員は1,577,455人）。
雇員から判任官への登用も随時行われており、同一官庁に5年以上勤務する雇員で、かつ文官普通試験委員の詮衝を経た者は、判任官への任用資格が与えられた。なお、傭人は現業等の例外を除いて任用資格が与えられていなかった。